# Bernarlottiite
La bernarlottiite (simbolo IMA: Bl) è un minerale del gruppo della sartorite appartenente alla famiglia dei "solfuri e solfosali" con composizione chimica Pb12(As10Sb6)S36.

## Etimologia e storia
Il nome del minerale è stato dato in onore di Bernardino Lotti (1847 - 1933), geologo, per il suo significativo contributo alla conoscenza della geologia della Toscana e allo sviluppo dell'industria mineraria toscana. Fu anche presidente della Società Geologica Italiana.
La sua località tipo è in Italia, nelle cave di Ceragiola presso Seravezza (in Toscana); il suo campione tipo è conservato presso il Museo di storia naturale dell'Università di Pisa con il numero di catalogo 19687.

## Classificazione
La bernarlottiite è stata approvata dall'Associazione Mineralogica Internazionale (IMA) nel 2013, quindi non compare nella classica nona edizione della sistematica dei minerali di Strunz, aggiornata dall'IMA fino al 2009.
Viene però elencata nell'edizione successiva, proseguita dal database "mindat.org" e chiamata Classificazione Strunz-mindat, dove la bernarlottiite si trova nella classe "2. Solfuri e solfosali (solfuri, seleniuri, tellururi; arseniuri, antimoniuri, bismuturi; solfoarseniuri, solfoantimonuri, solfobismuturi, ecc.)" e da lì nella sottoclasse "2.H Solfosali di archetipo SnS"; questa viene ulteriormente suddivisa in base alla presenza di certi metalli nel composto, in modo che la bernarlottiite possa essere trovata nella sezione "2.HC Con solo Pb" in attesa di assegnazione di un gruppo specifico insieme a huntingdonite e moiraite con le quali forma il sistema nº 2.HC.
Anche nella Sistematica dei lapis (Lapis-Systematik) di Stefan Weiß la bernarlottiite si trova nella classe dei "solfuri e solfosali" e nella sottoclasse dei "solfosali (S : As,Sb,Bi = x)"; qui il minerale si trova nella sezione dei "solfosali di piombo con As/Sb (x= 2,3 - 1,8)" dove insieme a baumhauerite. argentobaumhauerite e robinsonite forma il sistema nº II/E.24.

## Abito cristallino
La bernarlottiite cristallizza nel sistema triclino con il gruppo spaziale P1 con i parametri reticolari a = 23,704(8) Å, b = 8,386(2) Å, c = 23,501(8) Å, α = 89,91(1)°, β = 102,93(1)° e γ = 89,88(1)°, oltre a 3 unità di formula per cella unitaria.

## Origine e giacitura
La bernarlottiite ha origine idrotermale in cavità in marmi; qui è stata trovata associata a sartorite ricca di antimonio.
Il minerale è molto raro ed è stato trovato solo nella sua località tipo, a Seravezza in provincia di Lucca (Italia) e anche in Romania, a Certeju de Sus nel distretto di Hunedoara.

## Forma in cui si presenta in natura
La bernarlottiite si presenta come cristalli aciculari di dimensioni fino a 1 mm in lunghezza e di pochi micrometri in larghezza. I cristalli hanno colore grigio piombo con lucentezza metallica; il colore dello striscio è nero.